# Chute Nevada
Pour les articles homonymes, voir Nevada (homonymie).
La chute Nevada (en anglais : Nevada Fall) est une chute d'eau américaine située dans le comté de Mariposa, en Californie. D'une hauteur de 181 mètres, cette chute formée par la Merced relève du parc national de Yosemite.